# Премія Пера Гюнта

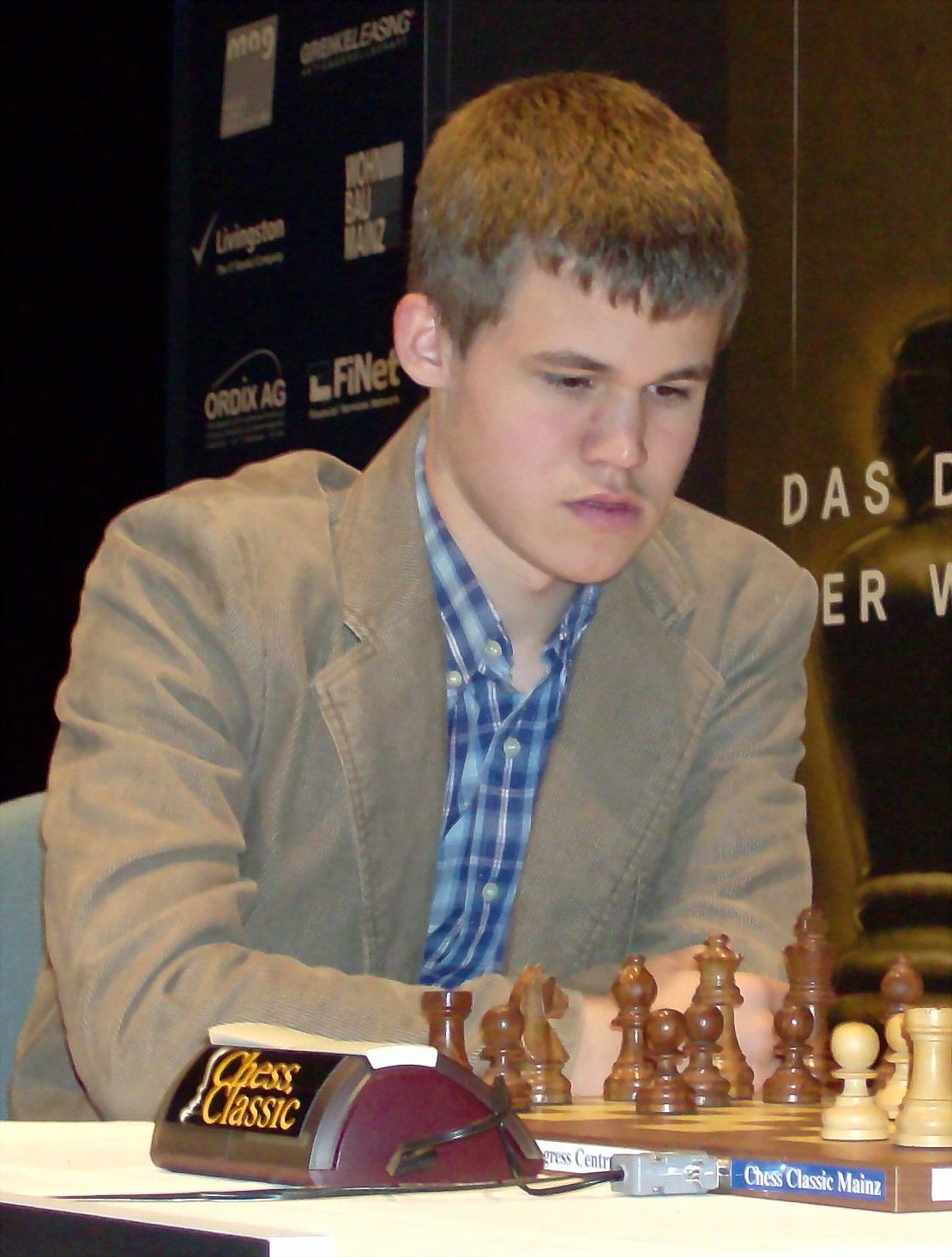
Магнус Карлсен, переможець 2011 року

Премія Пер Гюнта (норв. Per Gynt-prisen) — приватна норвезька премія, яку щорічно вручає приватна комерційна компанія Peer Gynt AS під час фестивалю Peer Gynt, також організованого цією ж компанією. Премію названо на честь головного героя п'єси «Пер Гюнт» (1867) норвезького драматурга Генріка Ібсена. Премію присуджують людям або установам, які позитивно відзначилися на національному та міжнародному рівні. Однак премію критикують за неправильне представлення персонажа Пер Гюнта, який зображений у п'єсі Ібсена аморальним та егоїстичним.
Починаючи з 1971 року премію Пер Гюнта присуджують щороку. Лауреат щорічної премії обирається приватною компанією Peer Gynt AS і вручається особі або установі, яка досягла визнання в суспільстві та зробила свій внесок у покращення міжнародної репутації Норвегії. Вперше премію присуджено Ейнару Герхардсену за його зусилля на посаді прем'єр-міністра у відбудові країни після Другої світової війни.
Нагорода — бронзова статуетка Пер Гюнта, яка їздить на олені, створена художником Карлом Білгреєм.
Церемонія вручення премії імені Пер Гюнта відбувається під час фестивалю Peer Gynt у Вінстрі в Гудбрандсдалені, одному з провідних фестивалів Норвегії. Peer Gynt Festival — це 12-денний культурний фестиваль, який проходить на початку серпня кожного року. Перший фестиваль відбувся в 1928 році до сторіччя від дня народження Генріка Ібсена.

## Лауреати
- 1971: Ейнар Герхардсен, прем'єр-міністр
- 1972: Пер Обель, актор
- 1973: Лів Ульманн, актриса
- 1974: Ерік Бай, співак і художник
- 1975: Ерлінг Стордал, співак і захисник людей з обмеженими можливостями
- 1976: Ейвінд Берг, диригент
- 1977: Біргіт і Рольф Суннаас, засновники лікарні Суннаас
- 1978: Арве Теллефсен, скрипаль
- 1979: Грета Вайц, марафонка
- 1980: Енне-Катріне Вестлі, автор
- 1981: Като Цаль Педерсен, паралімпієць
- 1982: Єнс Евенсен, дипломат, юрист і політик
- 1983: Турбйорн Егнер, письменник і драматург
- 1984: кронпринцеса Соня
- 1985: Bobbysocks, переможці пісенного конкурсу Євробачення
- 1986: Анні Скау Бернтсен, медсестра та місіонерка
- 1987: A-ha, музичний гурт
- 1988: Філармонічний оркестр Осло
- 1989: Норвезький олімпійський комітет
- 1990: Торвальд Столтенберг, політик і чиновник ООН
- 1991: Ганс-Вільгельм Штайнфельд, журналіст
- 1992: Б'єрн Делі та Вегард Ульванг, лижники
- 1993: К'єтіл Андре Омодт, гірськолижник
- 1994: Мона Юуль і Тер'є Руд-Ларсен, дипломати
- 1995: Юган-Улав Косс, фігурист і засновник Right To Play
- 1996: Юстейн Ґордер, письменник
- 1997: Гро Гарлем Брунтланн, посадовеця ООН і прем'єр-міністр
- 1998: Жіноча збірна Норвегії з гандболу Маріт Брейвік
- 1999: Тор Хеєрдал, етнограф та авантюрист
- 2000: Екологічна організація «Фонд Беллона» .
- 2001: Кнут Воллебек, політик і дипломат
- 2002: Єва Джолі, адвокат проти корупції
- 2003: Осне Саєрстад, журналістка і письменниця
- 2004: Арне Несс, філософ і альпініст
- 2005: Ян Егеланд, дипломат і посадовець ООН
- 2006: К'єлл Інге Рокке, підприємець
- 2007: Лейф Уве Андснес[en], піаніст
- 2008: Snøhetta AS, міжнародна архітектурна компанія
- 2009: Уле Гуннар Сульшер, футболіст і посол ЮНІСЕФ
- 2010: Dissimilis Norway
- 2011: Маґнус Карлсен, шахіст
- 2012: Маріт Б'єрген і Єнс Столтенберг
- 2013: Ю Несбе, письменник і музикант
- 2014: Кубок Норвегії з футболу
- 2015: Мей-Бритт Мозер та Едвард Мозер, вчені та лауреати Нобелівської премії 2014 року
- 2016: Дія Хан[en], кінорежисерка, музична продюсерка, композиторка і правозахисниця
- 2017: Джулі Андем[en], режисерка, сценаристка і телепродюсерка
- 2018: Елізабет Гофф[no], медсестра
- 2019: К'єтіль Янсруд та Аксель Лунд Свіндаль, спортсмени-гірськолижники
- 2020: Мая Люнде, письменниця, сценаристка, авторка дитячих книжок
- 2021: Біргіт Скарстейн[en], спортсменка-параолімпійка та соціальний підприємець
- 2022: Марен Лундбю, стрибунка з трампліна, олімпійська чемпіонка (2018).